# Schnellfahrstrecke Peking–Zhangjiakou
| |                      |                    |                    |
| Streckenlänge: | 174 km               |                    |                    |
| Spurweite: | 1435 mm (Normalspur) |                    |                    |
| Stromsystem: | 25 kV / 50 Hz ~      |                    |                    |
| Streckengeschwindigkeit: | 350 km/h             |                    |                    |
| Zugbeeinflussung: | CTCS-3 mit ATO GoA2  |                    |                    |
| Zweigleisigkeit: | durchgehend          |                    |                    |
| |                      |                    |                    |
| \| \| \| Peking Nordbahnhof \| \| \| \| \| Qinghe \| \| \| \| \| Shahe \| \| \| \| \| Changping \| \| \| \| \| Badaling \| \| \| \| \| Donhuayuan \| \| \| \| \| Huailai \| \| \| \| \| Xiahuayuan \| \| \| \| \| \| \| \| \| \| Taizicheng \| \| \| \| \| Xuanhua \| \| \| \| \| Zhangjiakou \| \| |                      |                    |                    |
| Bahnhof |                      | Peking Nordbahnhof | Peking Nordbahnhof |
| Bahnhof |                      | Qinghe             | Qinghe             |
| Bahnhof |                      | Shahe              | Shahe              |
| Bahnhof |                      | Changping          | Changping          |
| Bahnhof |                      | Badaling           | Badaling           |
| Bahnhof |                      | Donhuayuan         | Donhuayuan         |
| Bahnhof |                      | Huailai            | Huailai            |
| Bahnhof |                      | Xiahuayuan         | Xiahuayuan         |
| Strecke von links · Abzweig geradeaus und nach rechts |                      |                    |                    |
| Bahnhof · Strecke |                      | Taizicheng         | Taizicheng         |
| Bahnhof |                      | Xuanhua            | Xuanhua            |
| Bahnhof |                      | Zhangjiakou        | Zhangjiakou        |

Die Schnellfahrstrecke Peking–Zhangjiakou verbindet seit Ende 2019 Peking mit Zhangjiakou. Sie ist Teil des 2008 überarbeiteten Entwicklungsplans Chinas zum Bau eines landesweiten Netzes von Schnellfahrstrecken und wurde auch zur Erschließung der Sportstätte der Olympischen Winterspiele 2022 gebaut.

## Technik
Die Schnellfahrstrecke ist 174 km lang, in Normalspur gebaut und mit 25 kV / 50 Hz elektrifiziert. Sie beginnt im Nordbahnhof von Peking. Im Zwischenbahnhof Xiahuayuan zweigt eine Strecke nach Taizicheng ab, welche das olympische Dorf und Sportstätte der Winterspiele 2022 in Chongli erschließt. Zwischen Peking und Zhangjiakou beträgt die zulässige Höchstgeschwindigkeit 250 km/h, lediglich der 66 km lange Streckenabschnitt Badaling–Xiahuayuan Nord kann mit 350 km/h befahren werden. Der Streckenast nach Taizicheng ist für 250 km/h ausgelegt.
Im ersten Fahrplan verkehrten 22 Zugpaare über die Strecke, viele davon über Zhangjiakou hinaus nach Datong und Hohhot. Die kürzeste Fahrzeit zwischen Peking und Zhangjiakou beträgt 47 Minuten – auf der herkömmlichen Strecke waren es 187 Minuten. Die kürzeste Fahrzeit zwischen Peking und Taizicheng beträgt eine Stunde und vier Minuten.
Die Züge verkehren im automatisierten Fahrbetrieb (ATO), wobei der Triebfahrzeugführer lediglich den Türschließbefehl gibt. Sie beschleunigen selbsttätig auf Streckengeschwindigkeit, legen die Strecke unter Berücksichtigung des Fahrplans möglichst energiesparend zurück, leiten die Bremsung selbsttätig ein, sodass sie den Haltepunkt am Bahnsteig mit einer Genauigkeit von ± 50 cm treffen, wo die Türen selbsttätig zum Öffnen freigegeben werden. Dieser Betrieb wird in der Eisenbahnwelt als Automatisierungsgrad der Stufe 2 bezeichnet (GoA2).

## Geschichte
Für die Strecke wurde Ende 2008 die Machbarkeitsstudie in Auftrag gegeben. Die Umweltverträglichkeitsprüfung wurde im September 2015 abgeschlossen. Der Bau der Strecke begann im April 2016, die Einweihung fand am 30. Dezember 2019 statt. Der Bau der Strecke kostete 749 Mio. US-Dollar. Sie ist die erste Strecke Chinas, die über den gesamten Lebenszyklus für alle an dem Projekt beteiligten Disziplinen die Building Information Modeling (BIM) nutzt.